# Lantenbach
Lantenbach ist ein Ortsteil von Gummersbach im Oberbergischen Kreis im südlichen Nordrhein-Westfalen, Deutschland.

## Geographie
Der Ort liegt rund acht Kilometer nordöstlich des Stadtzentrums am Südostrand des Langer Berg-/Unnenberg-Massivs und an der Aggertalsperre. Die benachbarten Ortsteile sind Frömmersbach im Südwesten, Unnenberg in nordnordwestlicher und Bredenbruch in nordnordöstlicher Richtung.

## Geschichte
1450 wurde der Ort erstmals urkundlich erwähnt: Krevet to Lantenbeke, ihre Söhne und zwei Brüder gehörten damals zu den Wachszinsigen des Kölner Apostelstiftes.
Noch mindestens um 1900 galt Lantenbach als der bedeutendste Ort zwischen Gummersbach und Lieberhausen. Zu jener Zeit betrug die Einwohnerzahl knapp 250; 1811 lebten hier auch schon 170 Leute in etwa 25–30 Häusern. Dieser Umstand ist umso bemerkenswerter, als noch am 13. September 1748 nahezu ganz Lantenbach einer Feuersbrunst zum Opfer gefallen war.
Vom Anfang des 19. Jahrhunderts bis in die 1970er Jahre war Lantenbach Standort einer (Volks-)Schule mit bis zu 140 Schülern. Nach der Schulreform wurden die Grundschüler Becke, die Hauptschüler Derschlag zugeordnet; im Schulgebäude wurde ein Kindergarten eingerichtet.
Bis in die 1990er Jahre gab es in Lantenbach das Internat Aggersee. Die Realschule wurde in den 1960er Jahren in einem ehemaligen Hotel an der Aggertalsperre eingerichtet. In dem umgebauten Gebäude sind heute 17 exklusive Mietwohnungen mit Seeblick.

## Wirtschaft und Industrie
Der größte Arbeitgeber im Ort ist das Werk für Laufkranproduktion der Firma ABUS Kransysteme.

## Kultur
In Lantenbach ist der Männergesangsverein MGV Lantenbach alias „Lantemicker Männersänger“ ansässig. Die etwa 20 Mitglieder unter der Leitung von Joachim Kottmann feierten im Jahr 2012 das 125-jährige Bestehen des einstigen Meisterchores.

## Freizeit
Lantenbach ist als Hauptort des Aggertalsperrengebiets Ausgangspunkt für Freizeitaktivitäten rund ums Wasser (Schwimmen und Tauchen, Rudern und Segeln). Der Ort verfügt über einen großen (Jugend-)Zeltplatz.

### Wandern und Radwege
Ab dem Wanderparkplatz Lantenbach bietet der Sauerländische Gebirgsverein die Wanderwege A1 (4,5 km), A3 (4,6 km) und A4 (9,7 km) an.

### Sehenswürdigkeiten
Die Aggertalsperre mit ihrer zwischen 1927 und 1929 errichteten 45 m hohen Staumauer zieht ganzjährig zahlreiche Interessierte an. Bei immer wieder einmal fälligen Reparatur- oder Inspektionsarbeiten, wozu oftmals der gesamte Wasserstand abgelassen wird, können Relikte der seinerzeit gefluteten Ortschaft Becke und teilweise erhaltenen Steinbruchanlagen sowie der Verlauf der alten Heerstraße von Köln nach Westfalen betrachtet werden.

## Kirchliche Einrichtungen

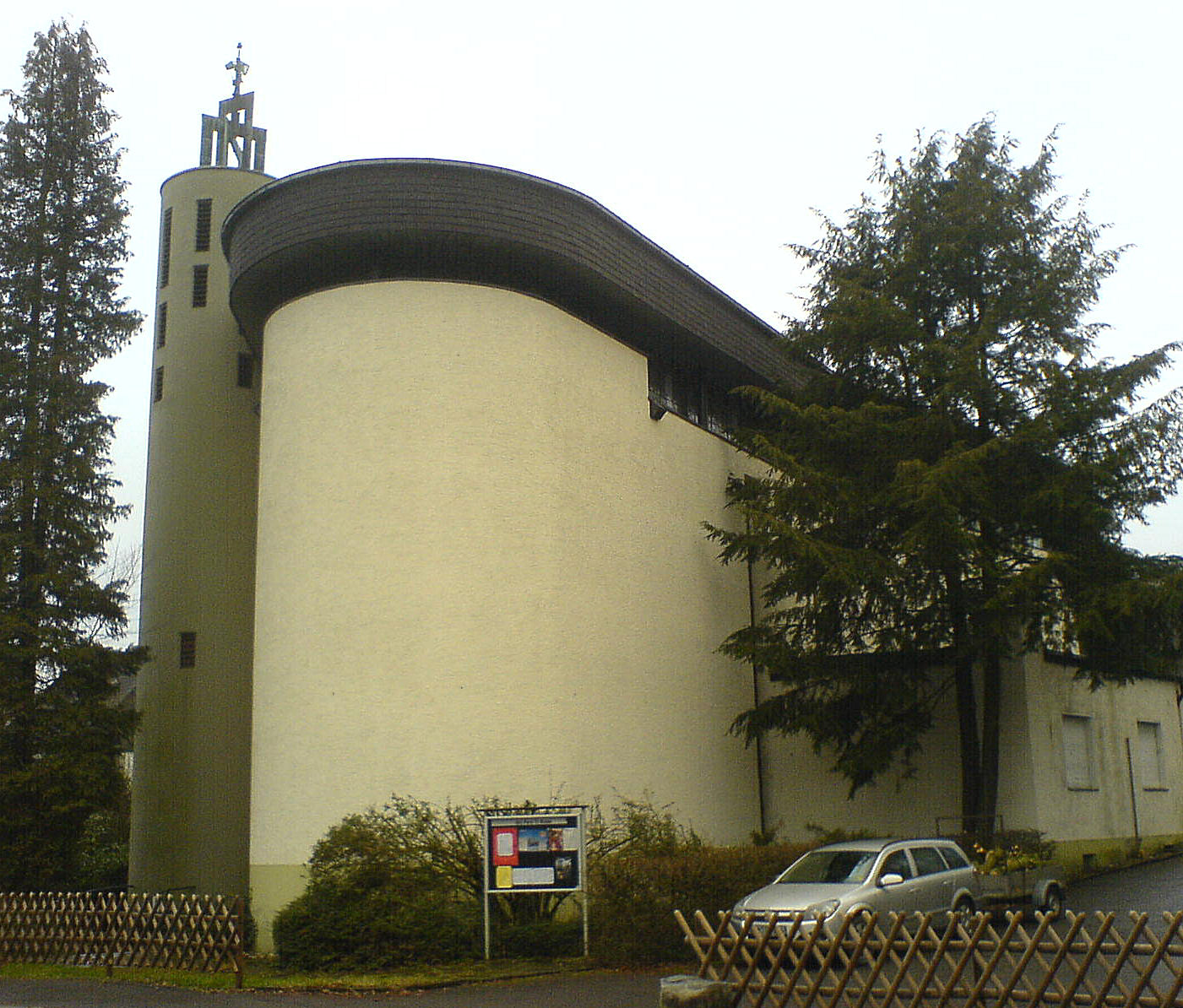
Kath. Kirche St. Michael, ein Entwurf von Hans Schilling

- Kath. Kirche St. Michael Lantenbach
- KjG (Katholische junge Gemeinde) Lantenbach
- Ev. Gemeindezentrum Lantenbach
- Freikirchliche Gemeinde Gummersbach-Lantenbach

## Persönlichkeiten
Friedrich-Wilhelm Goldenbogen, ehemaliger Oberkreisdirektor des Oberbergischen Kreises, wohnte bis zu seinem Lebensende in Lantenbach.

## Verkehr
Die Haltestellen Steinweg, Unnenberg Abzw. und Genkeltalsperre werden über die Buslinie 318 (Gummersbach – Niedernhagen – Lieberhausen (- Piene/Pernze)) angeschlossen.